# Cremosperma sylvaticum
Cremosperma sylvaticum är en tvåhjärtbladig växtart som beskrevs av Conrad Vernon Morton. Cremosperma sylvaticum ingår i släktet Cremosperma och familjen Gesneriaceae. Inga underarter finns listade i Catalogue of Life.